# 王科 (正德己卯舉人)
王科（15世紀—16世紀），字登之，號南岡，南直隸松江府華亭縣後岡人，明朝政治人物。

## 生平
王科本姓楊，以孝友著名，正德十四年（1519年）中式己卯科應天鄉試舉人，授膠州知州，力行節儉，又修葺學宮、設立講席、勸進寒士，嚴嵩私人以御史勘河，監司都曲意承奉，只有他不肯，御史無法留難，入覲時也不接受羊裘禦寒，不久告歸。
適逢倭寇入侵，南京倉場被焚燬，十三名官員都擬處死，松江府同知劉敏政奉命追究，他對劉敏政說：「焚燒倉糧，他們固應被處死，然而他們都是普通百姓，怎能拒敵？即使欠賦亦宜寬免，何況問罪呢？」劉敏政大悟，向巡撫直陳，因此官員們都不獲罪。後巡撫方廉巡按松江打算助役，他慨慨捐出三百畝田，到八十四歲才去世。

## 引用
1. 1 2  光緒《重修華亭縣志·卷十四·人物三》：王科，字登之，號南岡 居後岡 ，以孝友稱，正德十四年舉人，選膠州知州，至則修學宮、設講席，進孤寒之士，會嚴嵩私人以御史來勘河，監司而下無不曲意承奉，而科獨否，御史不能難；及入覲，有獻羊裘為御寒，具者卻不納，其廉介如此。旋告歸，適倭寇內訌，南倉場被焚，官賦糧長一十三人俱儗大辟，同知劉敏政奉檄追治，科語劉曰：「焚燒倉糧，典守固應儗辟，然賦長細民，安能拒敵？即逋賦亦宜蠲緩，況問罪乎？」劉悟，詣巡撫直陳遂不果罪。後巡撫方廉按松欲創助役，科慨捐三百畝助之，年八十四卒。 《雲間志畧》
2. ↑  光緒《重修華亭縣志·卷十二·人物一》：舉人……明……（正德）十四年己卯科 潘璜榜……楊科 復姓王，有傳……以上縣學
3. ↑  道光《膠州志·卷二十二·列傳二》·明官師傳：楊科，舊志【云】南直隸華亭人，嘉靖三十四年為知州，力行節儉，不忍以催科迫民。